# 奧爾西尼家族

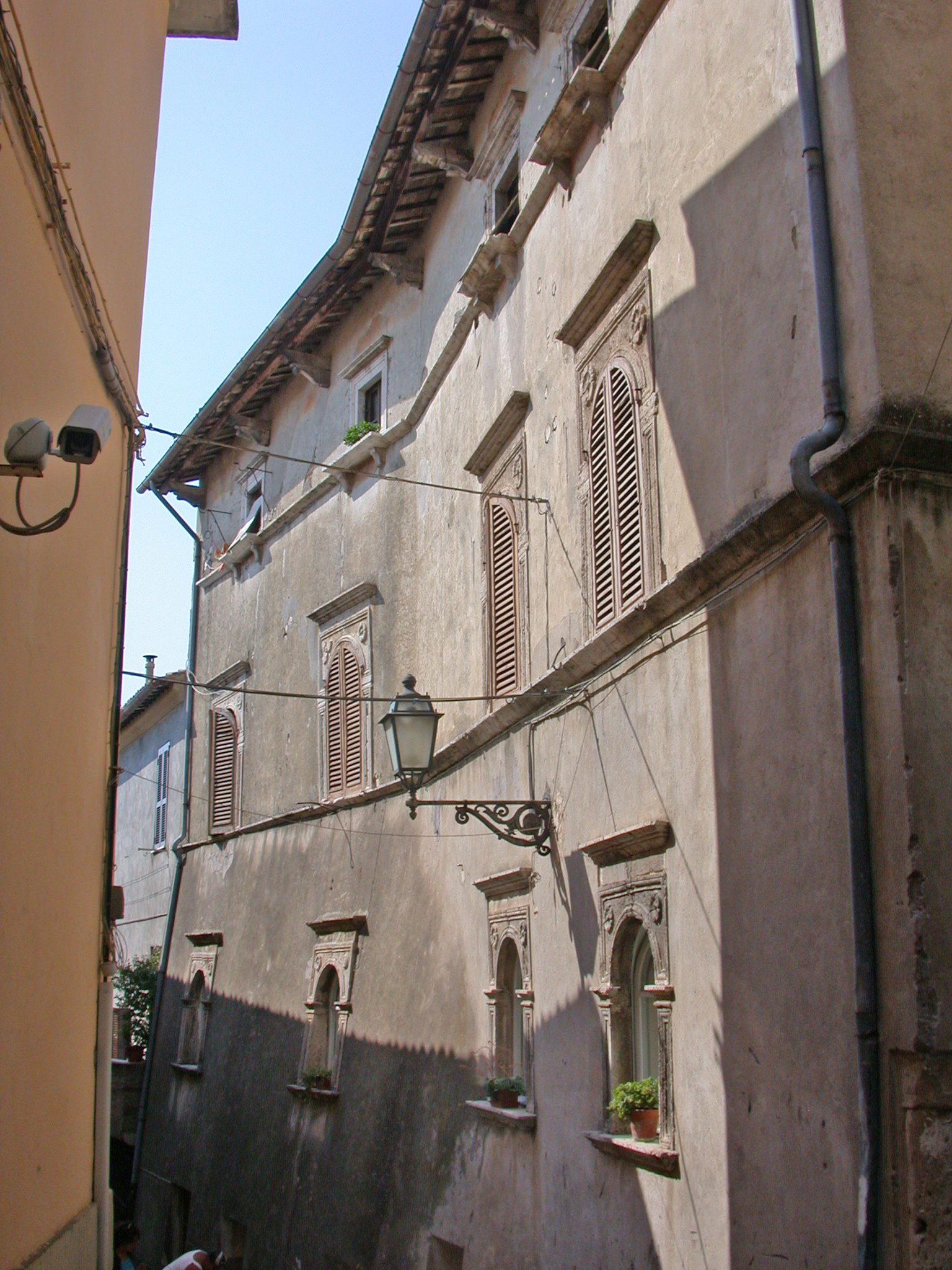
位於義大利拉吉奧北部的法拉-因萨比纳的奧爾西尼宮

奧爾西尼家族是一個義大利貴族家族，該家族在中古世紀、文藝復興時期及近代義大利皆有著強大的影響力。家族成員包括切萊斯廷三世、尼古拉三世、本篤十三世三位教宗、至少34位天主教樞機、為數甚多的雇傭軍首領以及其他重要的政治人物及宗教人士。

## 家族起源
根據他們的家族傳說，奧爾西尼家族是古羅馬儒略-克勞狄王朝的後代，而他們不是唯一聲稱與古羅馬王朝有關係的家族，如德國的安哈特家族、巴登家族、波西米亞的羅森堡家族都曾經這樣宣稱過。
奧爾西尼家族與同樣是羅馬貴族的科隆納家族關係非常不好，他們一直是政治上的對手，雙方家族的衝突也是屢見不鮮，但在1511年由教宗儒略二世發布的一份教宗詔書後他們停止了鬥爭。1571年兩個家族的首領分別迎娶了西斯都五世的兩位姪女。
奧爾西尼與11世紀的羅馬波波內家族有著血緣關係，早期的奧爾西尼家族成員大多使用波波內-奧爾西尼（Bobone-Orsini）做為姓氏，波波內家族的吉亞琴托·迪·皮埃特羅·迪·波波內-奧爾西尼（Giacinto di Pietro di Bobone-Orsini，1110－1198）於1191年成為了教宗切萊斯廷三世，他可以算是第一個大量利用裙帶關係的教宗，他上任後讓他的兩個姪子成為樞機，並讓他的一個堂弟喬凡尼·加埃塔諾（Giovanni Gaetano，？－1232）購買維科瓦羅、利琴扎、羅卡焦維內、內圖諾的部分土地，這些土地成為日後奧爾西尼家族的領土並成為他們的權力中心。
喬凡尼死後他的兩個孩子拿波列奧內·奧爾西尼（Napoleone Orsini，？－1262）、馬特奧·羅梭·奧爾西尼大大的增加了奧爾西尼家族的聲望。拿波列奧內是奧爾西尼家族第一南方支系的創始者，但該系隨著卡米洛·帕爾多·奧爾西尼的死亡於1553年消失。喬凡尼的另一個兒子馬特奧·羅梭·奧爾西尼，人稱「偉大的」馬特奧·羅梭，在擊敗神聖羅馬帝國的軍隊後，於1241年成為了羅馬的一位領主，並在1243年獲得了羅馬元老的稱號，他的兩個兒子以及他的哥哥拿波列奧內都獲得了這個稱號。
馬特奧在羅馬驅逐了家族的競爭對手科隆納家族並將家族領土拓展向南至阿韋利諾，向北至皮蒂利亞諾，在他統治期間，家族成為了堅定的教宗派擁護者。
馬特奧有超過十個孩子，在他死後分別得到不同的家族領地，其中馬特奧最重要也是最具影響力的兒子是喬凡尼·加埃塔諾（約1225－1280），喬凡尼在1277年被選舉為教宗尼古拉三世，他在他的任內任命了貝爾托爾多·奧爾西尼（Bertoldo，？－1289）為羅馬涅伯爵，並任命他的兩位姪子及一位兄弟為樞機，更加地提升家族的勢力。

## 家族支系

### 奧爾西尼-羅森堡系
一個奧地利貴族羅森堡家族在1683年更改他們的姓氏為烏爾西尼-羅森堡（Ursini-Rosenberg）並隨後又更改為奧爾西尼-羅森堡（Orsini-Rosenberg），他們宣稱與奧爾西尼家族有血緣關係，相信這麼做的原因目的是為了增加該家族的名聲，但並沒有可信的證據顯示兩個家族之間的關聯，而且有不少研究認為這應該是虛構的。

## 外部連結
- Catholic Encyclopedia: Orsini （页面存档备份，存于）（英文）
- Encyclopedia Americana: ORSINI（英文）
- Italian Genealogical Society: Enciclopedia genealogica del Mediterraneo: Libro d'Oro della Nobilita Mediterranea: ORSINI （页面存档备份，存于）（意大利文）